# 885 Ulrike
885 Ulrike
885 Ulrike là một tiểu hành tinh ở vành đai chính, thuộc nhóm tiểu hành tinh Themis. Nó được xếp loại tiểu hành tinh kiểu C, có bề mặt tối và thành phần cấu tạo dường như bằng vật liệu cacbonat.
Tiểu hành tinh này do S. Beljavskij phát hiện ngày 23.9.1917 ở Simeiz (Krym, Ukraina), và được đặt theo tên 	Ulrike (Ulrica), nhân vật trong vở opera Un ballo in maschera (A Masked Ball) của Verdi.